# Hïstorïsk dokument
Hïstorïsk dokument er en dokumentarfilm instrueret af Thomas Pors efter eget manuskript.

## Handling
Hïstorïsk dokument er et afsnit af en dokumentarserie fra fremtiden. Serien viser hver dag vigtige historiske begivenheder fortalt af dem, der så det ske. I dag sidder øjenvidne Christian Kasper Mathiasen i stolen og fortæller sin historie om den store krise i Danmark i slutningen af det 2. årtusinde - nemlig den såkaldte Gærkrise.